# Projeto de algoritmos
Projeto de algoritmos é um método específico para criar um processo matemático na resolução de problemas. Projeto de algoritmos aplicado é chamado de engenharia de algoritmos.
Um projeto de algoritmos é identificado e incorporado em muitas soluções de teorias de operação de pesquisa, tais como a programação dinâmica e divisão e conquista. Técnicas para a concepção e implementação do projeto de algoritmo são chamadas de padrões de projeto de algoritmo, tais como o Template Method e o Decorator, e usos de estruturas de dados, e nome e listas de classificação. Alguns usos cotidianos do projeto de algoritmo podem ser encontrados na recuperação de processos de rastreamento, roteamento de pacotes e cache da web. 
Linguagens de programação mainframe como ALGOL (para linguagem algorítmica), FORTRAN, COBOL, PL/I, SAIL, e SNOBOL são ferramentas computacionais para a implementação de um "projeto de algoritmos"... mas, um "projeto de algoritmos" (a/d) não é uma linguagem. um a/d pode ser um processo escrito à mão, e.g. um conjunto de equações, uma série de processos mecânicos feito à mão, uma peça análoga do equipamento, ou um processo digital e/ou processador.
Um dos aspectos mais importantes do projeto de algoritmos é a criação de um algoritmo que tenha um tempo de execução eficiente, também conhecido como seu Grande-O.
Etapas no desenvolvimento de algoritmos:
1. Definição do problema
2. Desenvolvimento de um modelo
3. Especificação do algoritmo
4. Projetando um algoritmo
5. Verificação da exatidão do algoritmo
6. Análise do algoritmo
7. Implementação do algoritmo
8. Teste de programa
9. Preparação da documentação

## Paradigmas comuns de projeto
- Dividir e conquistar
- Programação dinâmica
- Algoritmo ganancioso
- Backtracking
- Força bruta